# Championnat de Gambie de football 2021-2022
Navigation
Édition précédente Édition suivante
La saison 2021-2022 du Championnat de Gambie de football est la cinquante-quatrième édition de la GFA League First Division, le championnat national de première division en Gambie. Les seize équipes engagées sont regroupées au sein d'une poule unique où elles affrontent deux fois leurs adversaires, à domicile et à l'extérieur. En fin de saison, les deux derniers du classement sont relégués et remplacés par les deux meilleurs clubs de deuxième division.

## Déroulement de la saison
Après les deux dernières saisons perturbées à cause de la pandémie de Covid-19, il y a quatre promotion cette saison ce qui porte le nombre de participants à 16 équipes. A l'issue de la saison le Hawks FC termine à la première place et remporte son troisième titre de champion.

## Participants
- Banjul United
- Real de Banjul
- Marimoo FC
- Hawks FC
- Brikama United
- Armed Forces FC
- Fortune FC
- Gambia Ports Authority
- Gamtel FC
- Wallidan FC
- Waa Banjul FC
- Elite United
- Falcons FC - promu de D2
- Samger  Kanifing - promu de D2
- Team Rhino  - promu de D2
- Steve Biko - promu de D2

## Compétition

### Classement
Le classement est établi sur le barème de points suivant : victoire à 3 points, match nul à 1, défaite à 0.
| Rang | Équipe                 | Pts | J  | G  | N  | P  | Bp | Bc | Diff |
| ---- | ---------------------- | --- | -- | -- | -- | -- | -- | -- | ---- |
| 1    | Hawks FC               | 62  | 30 | 19 | 5  | 6  | 38 | 17 | +21  |
| 2    | Real de Banjul         | 54  | 30 | 15 | 9  | 6  | 49 | 23 | +26  |
| 3    | Steve Biko             | 46  | 30 | 12 | 10 | 8  | 27 | 26 | +1   |
| 4    | Wallidan FC            | 44  | 30 | 11 | 11 | 8  | 22 | 22 | 0    |
| 5    | Brikama United         | 39  | 30 | 9  | 12 | 9  | 28 | 23 | +5   |
| 6    | Waa Banjul FC          | 38  | 30 | 7  | 17 | 6  | 23 | 22 | +1   |
| 7    | Gamtel FC              | 37  | 30 | 10 | 7  | 13 | 34 | 30 | +4   |
| 8    | Marimoo FC             | 37  | 30 | 8  | 13 | 9  | 20 | 23 | -3   |
| 9    | Armed Forces FC        | 36  | 30 | 8  | 12 | 10 | 33 | 35 | -2   |
| 10   | Team Rhino             | 36  | 30 | 7  | 15 | 8  | 20 | 23 | -3   |
| 11   | Banjul United          | 36  | 30 | 8  | 12 | 10 | 23 | 30 | -7   |
| 12   | Samger Kanifing        | 36  | 30 | 9  | 9  | 12 | 21 | 29 | -8   |
| 13   | Falcons FC             | 35  | 30 | 8  | 11 | 11 | 36 | 40 | -4   |
| 14   | Fortune FC T           | 35  | 30 | 9  | 8  | 13 | 26 | 36 | -10  |
| 15   | Gambia Ports Authority | 33  | 30 | 8  | 9  | 13 | 20 | 32 | -12  |
| 16   | Elite United           | 31  | 30 | 7  | 10 | 13 | 23 | 32 | -9   |

|  | Qualification pour la Ligue des champions de la CAF 2022-2023                          |
|  | Qualification pour la Coupe de la confédération 2022-2023                              |
|  | Relégation directe en deuxième division                                                |
|  | T : Tenant du titre C : Vainqueur de la Coupe de Gambie P : Promu de deuxième division |

- La fédération n'inscrit aucun club en Coupe de la confédération 2022-2023.

## Bilan de la saison
| Championnat de Gambie de football 2021-2022 |                                   |
| Champion                                    | Hawks FC (3e titre)               |
| Qualifications continentales                |                                   |
| Ligue des champions de la CAF 2022-2023     | Hawks FC                          |
| Coupe de la confédération 2022-2023         | aucun                             |
| Promotions et relégations                   |                                   |
| Promus en First Division                    | PSV Wellingara                    |
| Promus en First Division                    | Greater Tomorrow Football Academy |
| Relégués en Second Division                 | Gambia Ports Authority            |
| Relégués en Second Division                 | Elite United                      |